# Vol Air Florida 90
Le crash du vol Air Florida 90 est survenu le 13 janvier 1982, à Washington (États-Unis), lorsqu'un Boeing 737-200 de la compagnie Air Florida s'est écrasé dans les eaux gelées du Potomac, après avoir heurté un pont au-dessus du fleuve juste après son décollage de l'aéroport national de Washington, qui subissait une violente tempête de neige. Il a fait 78 morts (dont quatre au sol) et cinq survivants.
L'appareil transportait 74 passagers et cinq membres d'équipage pour un vol régulier à destination de Fort Lauderdale, en Floride. Seuls quatre passagers et un membre d'équipage (l'hôtesse de l'air Kelly Duncan) furent sauvés et survécurent à l'accident. Un autre passager, Arland D. Williams Jr., participa au sauvetage des survivants, mais se noya avant de pouvoir être secouru. Quatre automobilistes sur le pont furent également tués. Les survivants furent secourus des eaux glacées du fleuve par des civils et des sauveteurs professionnels. Le président Ronald Reagan évoquera l'accident dans son discours sur l'état de l'Union quelques jours plus tard.
Le Conseil national de la sécurité des transports (NTSB) a déterminé que la cause de l'accident était une série d'erreurs de pilotage. Les pilotes, sous une tempête de neige, avaient utilisé les inverseurs de poussée et essayé d'utiliser les gaz d'échappement des réacteurs d'un avion devant eux pour faire fondre la glace. Ils n'ont pas annulé le décollage, même après avoir détecté l'accumulation de glace et de neige sur les ailes et une poussée insuffisante au roulage liée à l'oubli d'activer les systèmes anti-givrage des réacteurs. 

## Contexte

### Avion et équipage

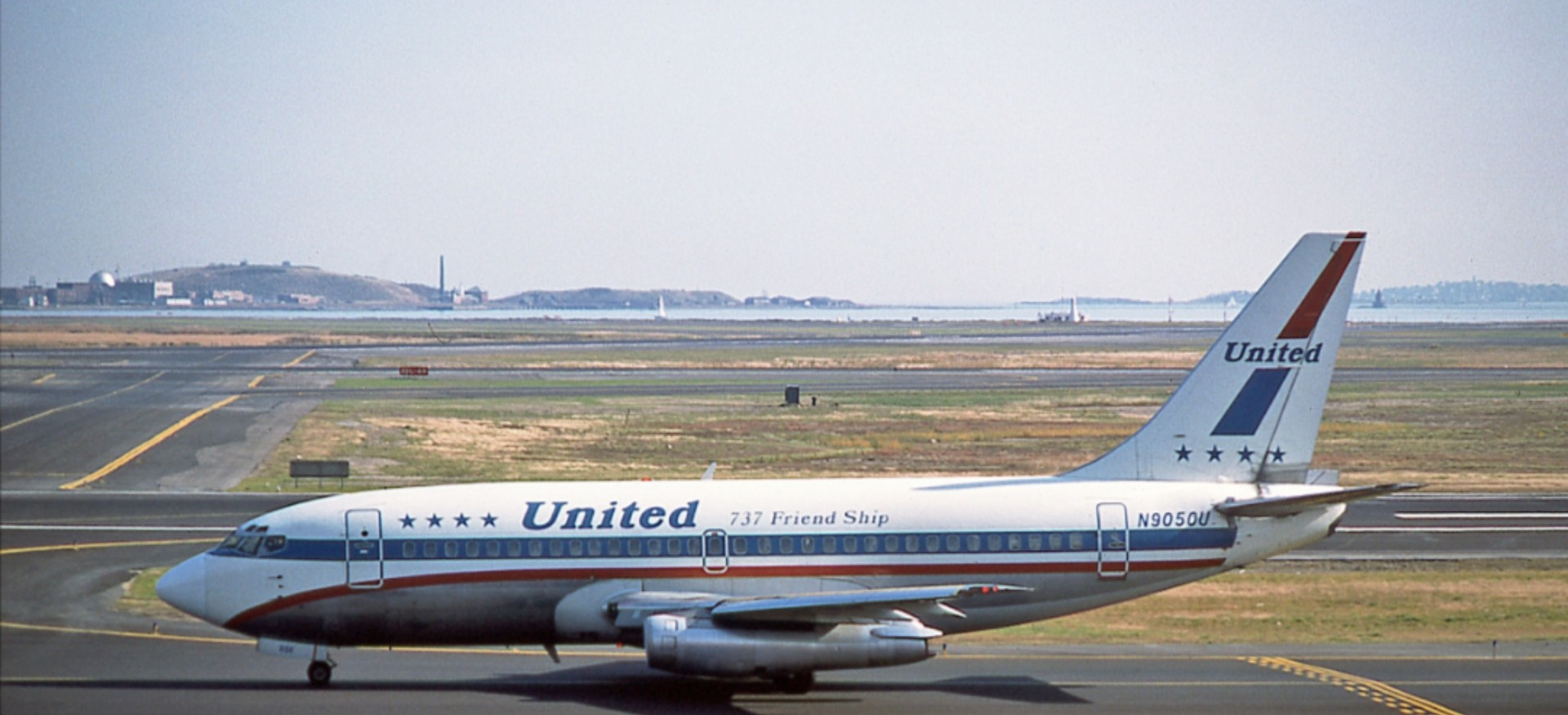
Le 737 impliqué dans l'accident, alors en service chez United Airlines (immatriculation N9050U), ici à l'aéroport LaGuardia de New York en octobre 1975

L'appareil impliqué est un Boeing 737-222, immatriculé N62AF, fabriqué en 1969 et auparavant en service chez United Airlines, avec comme immatriculation N9050U. Il a été vendu par la suite à Air Florida en 1980. Il est propulsé par deux turboréacteurs de type Pratt & Whitney JT8D-9A et totalise plus de 27 000 heures de vol au moment de l'accident.
Le commandant de bord Larry M. Wheaton (34 ans) a été embauché par Air Florida en octobre 1978, en tant que copilote. Il a été promu commandant de bord en août 1980. Au moment de l'accident, il totalise environ 8 300 heures de vol, dont 2 322 heures aux commandes d'avions commerciaux, toutes effectuées chez Air Florida. Il avait accumulé 1 752 heures de vol sur Boeing 737, dont 1 100 heures en tant que commandant de bord.
Le copilote Roger A. Pettit (31 ans) a été embauché par Air Florida le 3 octobre 1980 comme copilote sur 737. Au moment de l'accident, il totalise environ 3 353 heures de vol, dont 992 heures chez Air Florida, toutes effectuées sur 737. Entre octobre 1977 et octobre 1980, il a été pilote de chasse dans l'U.S. Air Force, cumulant 669 heures en tant qu'examinateur de vol, pilote instructeur et instructeur au sol dans une unité de chasseurs F-15.

### Conditions météorologiques
Le mercredi 13 janvier 1982, l'aéroport national de Washington (DCA) a été fermé à la suite d'une forte tempête de neige, durant laquelle il est tombé jusqu'à 16 cm de neige sur les pistes de l'aéroport. Il a rouvert à midi dans des conditions marginales, alors que les chutes de neige commençaient à faiblir.
Cet après-midi, le vol 90 devait retourner à l'aéroport international de Fort Lauderdale-Hollywood, avec une escale intermédiaire à l'aéroport international de Tampa. L'heure de départ prévue a été retardée d'environ 1 heure et 45 minutes, en raison d'un retard dans les arrivées et les départs causé par la fermeture temporaire de l'aéroport national de Washington. Alors que l'avion se préparait à décoller de DCA, des chutes de neige modérées continuaient de tomber et la température de l'air était de −4,5 °C (−4 °C).

## Déroulement des faits
Le vol 90 a eu du mal à quitter la porte d'embarquement, lorsque le véhicule de remorquage des services au sol n'a pas pu s'accrocher à la glace recouvrant le tarmac. Pendant environ 30 à 90 secondes, l'équipage a tenté de s'éloigner de la porte d'embarquement en utilisant l'inversion de poussée des moteurs (un powerback), ce qui s'est avéré vain ; les bulletins d'exploitation de Boeing avaient mis en garde contre l'utilisation de la poussée inverse dans ce genre de conditions météos. 
Finalement, un remorqueur d'aviation correctement équipé de chaînes à neige a été utilisé pour repousser l'avion depuis la porte d'embarquement. Après l'avoir quitté, le 737 a attendu dans une file d'attente avec de nombreux autres avions pendant 49 minutes, avant d'atteindre la piste de décollage. Les pilotes ont apparemment décidé de ne pas retourner à la porte d'embarquement pour réappliquer du liquide de dégivrage, craignant que le départ du vol ne soit encore retardé. Davantage de neige et de glace se sont accumulées sur les ailes pendant cette période, et l'équipage en était conscient lorsqu'il a décidé de décoller. De fortes chutes de neige tombaient pendant le décollage à 15 h 59 HNE.
Bien que la température extérieure soit bien en dessous de 0° et que la neige tombe en grande quantité, l'équipage n'a pas activé le système anti-givrage des moteurs, qui utilise la chaleur des moteurs pour empêcher les capteurs de geler, garantissant ainsi des relevés précis.
Malgré les conditions de givrage avec une température extérieure d'environ −4,5 °C (−4 °C), l'équipage ne les a pas activé avant le décollage, ce qui a provoqué des erreurs de lecture de la poussée sur les indicateurs du rapport de pression du moteur (en) (EPR). Le réglage correct de la puissance des moteurs pour la température et l'altitude de l'aéroport national de Washington à l'époque était de 2,04 EPR, mais l'analyse du bruit des moteurs enregistré sur l'enregistreur phonique (CVR) a indiqué que la puissance réelle correspondait à un EPR de seulement 1,70.
Aucun des deux pilotes n'avait beaucoup d'expérience de vol dans des conditions hivernales. Le commandant de bord n'avait effectué que huit décollages ou atterrissages dans ce type de conditions météos aux commandes d'un 737, et le copilote n'en avait effectué que deux fois.

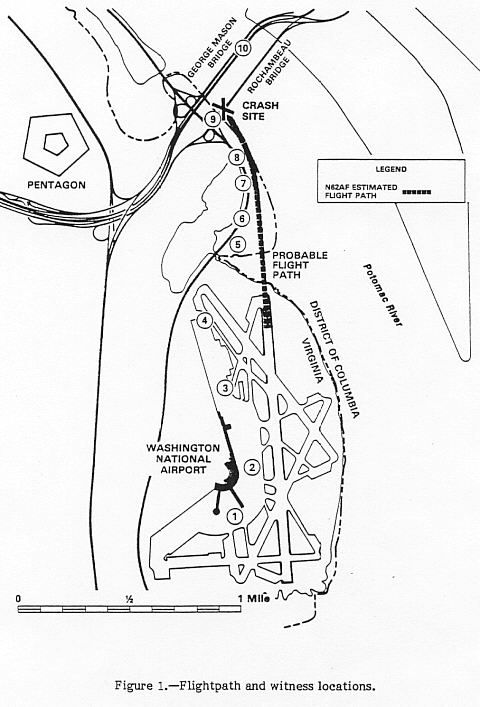
Schéma de la trajectoire du vol 90, depuis le décollage de l'aéroport national de Washington jusqu'au crash dans le Potomac.

Les problèmes du vol 90 furent aggravés par la décision des pilotes de manœuvrer juste derrière un Douglas DC-9 qui roulait juste devant eux avant le décollage, en raison de leur croyance erronée selon laquelle la chaleur des moteurs du DC-9 ferait fondre la neige et la glace qui s'étaient accumulées sur les ailes du 737. Cette action, qui allait spécifiquement à l'encontre des recommandations du manuel de vol lors des manœuvres en conditions givrantes, a en fait contribué au givrage des ailes de l'appareil. Les gaz d'échappement de l'autre avion ont fait fondre la neige sur les ailes, mais au lieu de tomber de l'avion pendant le décollage, ce mélange d'eau et de neige fondue a gelé sur les bords d'attaque des ailes et sur le cône d'entrée des moteurs. 
Au début du décollage, le copilote, alors pilote en fonction (PF), a fait remarquer à plusieurs reprises au commandant de bord que les indications du tableau de bord qu'il voyait ne semblaient pas refléter la réalité (il faisait référence au fait que l'avion ne semblait pas avoir développé la puissance nécessaire au décollage, malgré les indications contraires des instruments). Le commandant de bord a écarté ces inquiétudes et a laissé le décollage se poursuivre. Les enquêteurs ont déterminé qu'il restait suffisamment de temps et de longueur de piste pour que le commandant de bord abandonne le décollage et ont critiqué son refus d'écouter son copilote, qui avait raison de dire que les indications étaient erronées. Le contrôle aérien a également dit au pilote de ne pas retarder le décollage, car un autre avion se trouvait à 4 km et était en approche finale sur la même piste.
Alors que le 737 prenait brièvement son envol, le CVR a capté le bruit de l'activation du vibreur de manche, un dispositif de sécurité qui avertit les pilotes que l'avion est sur le point d'entrer en décrochage, qui retentit en continue jusqu'au crash.
L'avion a parcouru près de 800 m de plus sur la piste que d'habitude avant de décoller. Les survivants de l'accident ont indiqué que le décollage avait été extrêmement difficile, le survivant Joe Stiley, un homme d'affaires et pilote privé, déclarant qu'il pensait qu'ils ne parviendraient pas à décoller et qu'ils « tomberaient au bout de la piste ». Lorsque l'avion a décollé, Stiley a dit à sa collègue (et survivante) Nikki Felch de prendre la position de sécurité, certains passagers à proximité ayant suivi leur exemple.
Bien que le 737 ait réussi à prendre son envol, il a atteint une altitude maximale de seulement 352 pieds (107 m) avant de commencer à perdre rapidement de l'altitude ; les données de vol ont indiqué plus tard que l'avion n'a été en vol que pendant 30 secondes. À 16 h 01 HNE, il s'est écrasé sur le pont de la 14e rue (en) au-dessus du fleuve Potomac, à environ 1 km de l'extrémité de la piste. L'avion a heurté six voitures et un camion sur le pont et a arraché 30 m de la barrière de sécurité et 12 m du mur du pont, avant de plonger dans les eaux gelées du Potomac. Il est tombé entre deux des trois travées du pont, entre la travée nord de l'Interstate 395 et les travées nord et sud réservées aux véhicules , à environ 61 m (200 pieds) de la rive du fleuve. À l'exception de la partie arrière, toutes les autres sections de l'avion ont rapidement été submergées.
Parmi les 79 personnes présentes à bord de l'avion, 70 des 74 passagers et quatre membres de l'équipage (dont les deux pilotes) périssent dans le crash. Un membre d'équipage a été grièvement blessé. Dix-neuf occupants auraient survécu à l'impact, mais leurs blessures les ont empêchés de s'échapper de l'épave avant qu'elle ne coule. Parmi les automobilistes présents sur le pont, on dénombre 4 morts ainsi qu'un blessé grave et trois blessés légers.
Accrochés à la queue de l'avion, prise dans la glace flottante dans le fleuve Potomac, se trouvaient Kelly Duncan, l'hôtesse de l'air survivante, et quatre passagers : Patricia « Nikki » Felch, Joe Stiley, Arland D. Williams Jr. (attaché et emmêlé dans son siège) et Priscilla Tirado. Duncan a gonflé le seul gilet de sauvetage que les survivants ont pu trouver et l'a passé à Felch, gravement blessée. Un autre passager, Bert Hamilton, qui flottait dans l'eau à proximité, a été le premier à être sorti de l'eau.

## Opération de sauvetage
Vers 16 h 20 Heure de l'Est EST, Eagle 1, un hélicoptère Bell 206 L-1 Long Ranger de la police des parcs américains, basé au « Eagles Nest » d'Anacostia Park (en), à Washington (DC), est arrivé et a commencé à tenter de transporter les survivants vers la rive. Au péril de leur vie, l'équipage a travaillé près de la surface de l'eau, s'approchant à un moment donné si près de la rivière obstruée par la glace que les patins de l'hélicoptère ont plongé sous la surface de l'eau. À ce stade, les survivants étaient dans l'eau du fleuve, à une température de 4°, depuis plus de 20 minutes.

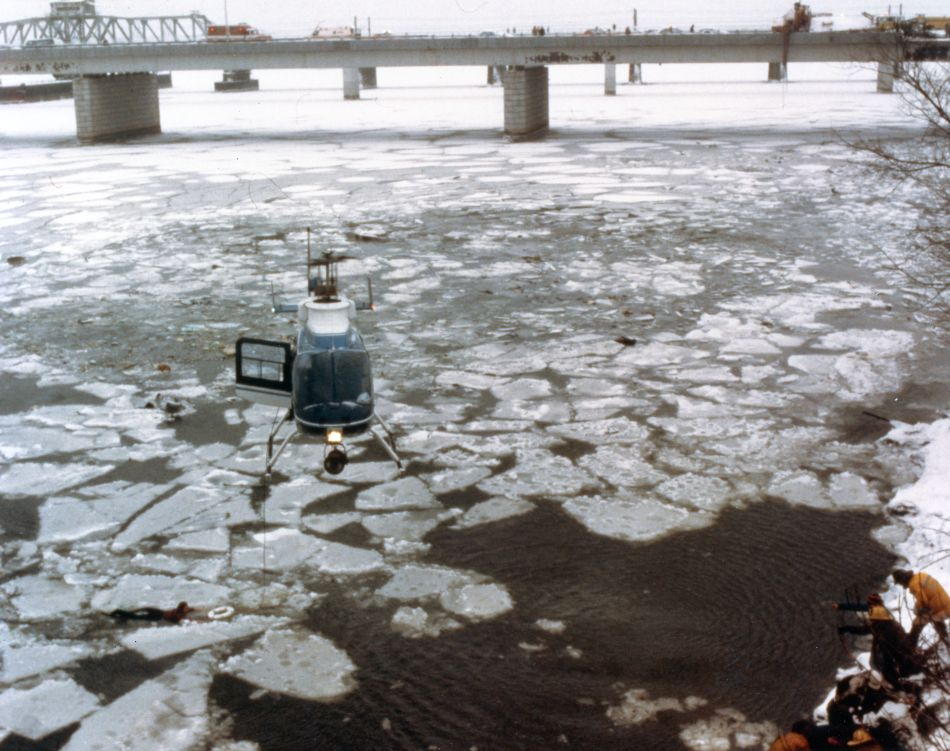
Photo prise durant l'opération de sauvetage des survivants du vol 90.

L'équipage de l'hélicoptère a tendu une corde aux survivants pour les remorquer jusqu'au rivage. Le premier à recevoir la corde a été Bert Hamilton, qui se trouvait à environ 3 m de la queue de l'avion et était le plus proche de l'hélicoptère. Le pilote l'a tiré sur la glace jusqu'au rivage, tout en évitant les côtés du pont. À ce moment-là, des pompiers et des secouristes étaient arrivés pour rejoindre le personnel militaire et les civils qui ont tiré Hamilton, ainsi que les trois survivants suivants, du bord de l'eau jusqu'aux ambulances qui attendaient ; les sauveteurs et les civils sur les rives ont dû se baisser pour éviter les rotors de l'hélicoptère. L'hélicoptère est revenu vers la queue de l'avion, et cette fois Arland D. Williams Jr. (parfois appelé « le sixième passager ») a attrapé la corde. Williams, incapable de se détacher de l'épave, a passé la corde à l'hôtesse de l'air Kelly Duncan, qui a été transportée jusqu'au rivage. 
Lors de son troisième retour vers l'épave, l'hélicoptère a abaissé deux lignes de vie, craignant que les survivants n'aient que quelques minutes avant de succomber à l'hypothermie. Williams, toujours attaché à l'épave, a passé une ligne à Joe Stiley, qui tenait Priscilla Tirado, paniquée et aveuglée par le kérosène, qui avait perdu son mari et son bébé dans le crash. La collègue de Stiley, Nikki Felch, a pris la deuxième ligne. Alors que l'hélicoptère tirait les trois survivants à travers l'eau et les blocs de glace vers la rive, Tirado et Felch ont perdu prise et sont retombés dans l'eau. Alors qu'il était traîné à travers la glace jusqu'à la rive par l'hélicoptère, Stiley s'est cassé plusieurs côtes.
Priscilla Tirado était trop faible pour attraper la corde lorsque l'hélicoptère est revenu vers elle. Un témoin de la scène, Lenny Skutnik, a enlevé son manteau et ses bottes, a plongé dans l'eau glacée et a nagé pour la tirer jusqu'au rivage. L'hélicoptère s'est alors dirigé vers l'endroit où Felch était tombée, et l'ambulancier Gene Windsor est monté sur le patin de l'hélicoptère et l'a attrapée par les vêtements pour la soulever sur le patin avec lui, la ramenant sur le rivage. Entre le moment où l'hélicoptère est arrivé sur les lieux et le sauvetage de Felch, 10 minutes se sont écoulées.
Lorsque l'équipage de l'hélicoptère est revenu chercher Williams, l'épave dans laquelle il était attaché avait légèrement coulé, le submergeant ; selon le médecin légiste, Williams est le seul passager mort par noyade. Son corps et ceux des autres occupants ont été récupérés plus tard.

## Causes de l'accident
Le 737 s'est brisé en plusieurs gros morceaux lors de l'impact : le cockpit et la partie avant du fuselage, la cabine jusqu'au point d'attache des ailes, la cabine depuis l'arrière des ailes jusqu'aux issues de secours arrière et l'empennage. Bien que les vitesses d'impact réelles aient été faibles et bien dans les limites de survie, la rupture structurelle du fuselage et l'exposition à l'eau glacée se sont néanmoins avérées mortelles pour la majorité des personnes à bord de l'avion, à l'exception de celles assises dans la partie arrière. 
Le Conseil national de la sécurité des transports (NTSB) a conclu que l'accident n'offrait aucune chance de survie. Il n'a pas été possible de déterminer la position de la gouverne de direction, des becs, des gouvernes de profondeur et des ailerons en raison des dommages causés par l'impact et de la destruction de la majorité des systèmes de commande de vol.

Récupération de l'épave
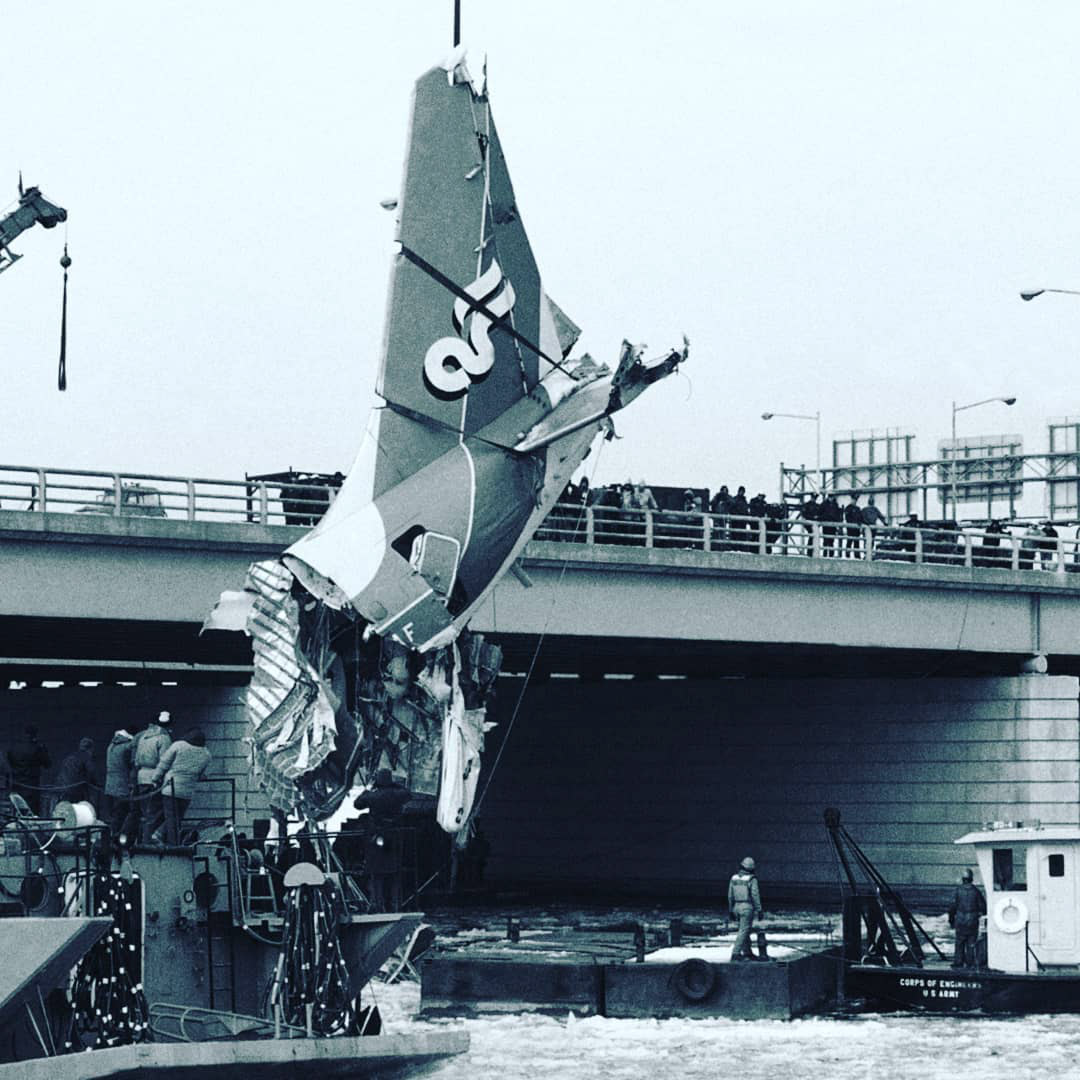
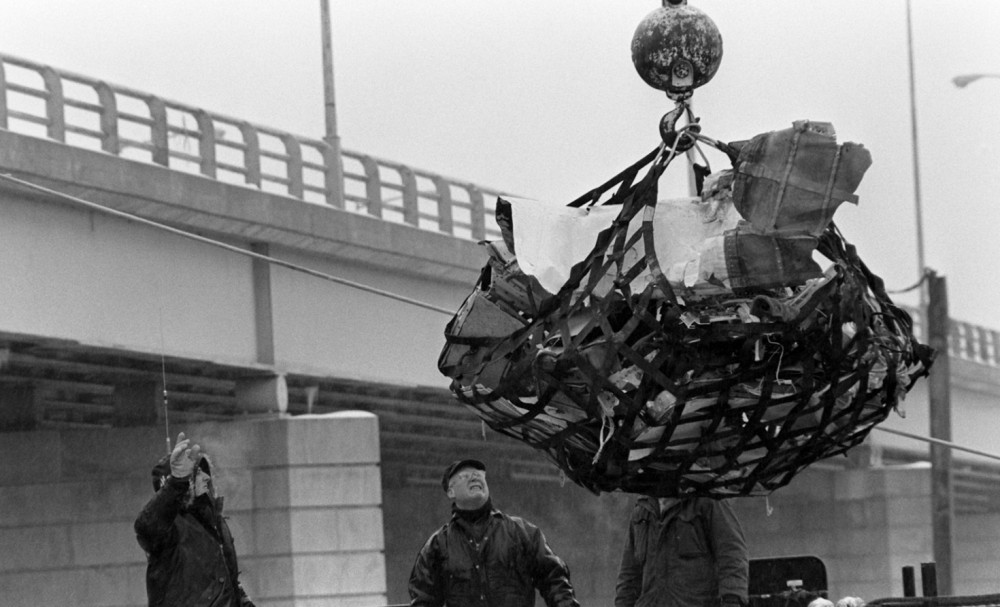
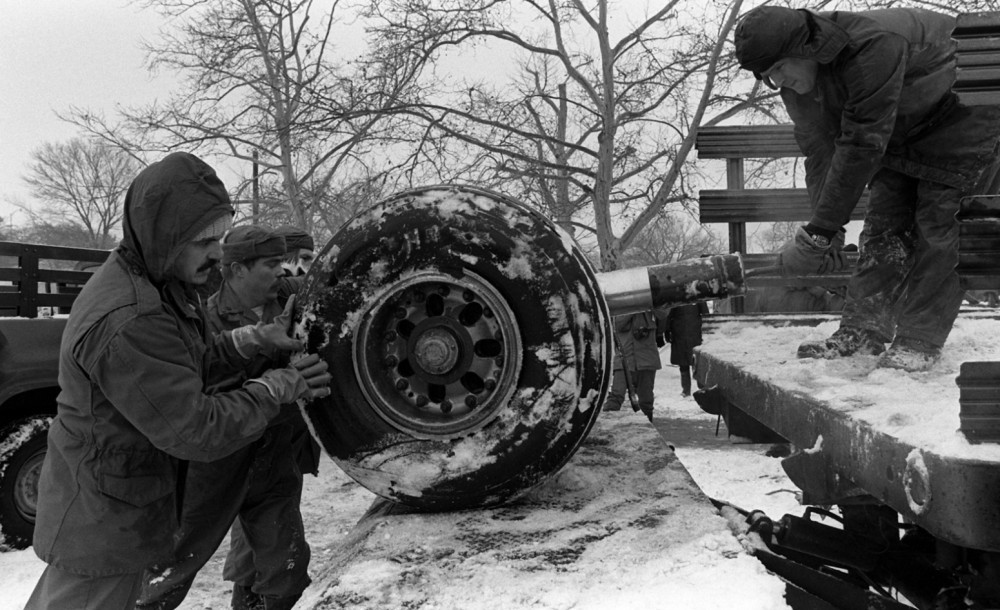

Le NTSB a déterminé que la cause probable de l'accident était le fait que l'équipage n'avait pas respecté la procédure de vérification finale avant le vol, en s'assurant notamment du respect de la règle du cockpit stérile. Les dispositifs anti-givrage des moteurs n'étaient pas enclenchés pendant le roulage au sol et le décollage. La décision de décoller avec de la glace et de la neige sur les surfaces aérodynamiques de l'avion et le fait que le commandant de bord n'ait pas interrompu le décollage, contrairement aux règles de la Federal Aviation Administration (FAA), lorsque son attention a été attirée sur des lectures anormales des instruments de vol, étaient également erronés.

Le NTSB a également déclaré :

« Les facteurs ayant contribué à l'accident sont le délai prolongé au sol entre le dégivrage et la réception de l'autorisation de décollage de l'ATC, au cours duquel l'avion a été exposé à des précipitations continues, les caractéristiques de cabrage inhérentes connues du 737 lorsque le bord d'attaque est contaminé par de petites quantités de neige ou de glace, et l'expérience limitée de l'équipage dans les opérations de vol en conditions hivernales. »

## Conséquences
L'enquête qui a suivi l'accident, notamment sur l'absence de réponse du commandant de bord aux inquiétudes de l'équipage concernant la procédure de dégivrage, a conduit à un certain nombre de réformes de la réglementation sur la formation des pilotes. Une partie de la responsabilité a été imputée à l'équipage jeune et inexpérimenté, qui avait commencé sa carrière de pilote commercial moins de cinq ans auparavant. 
Comme c'est souvent le cas pour les compagnies aériennes low cost, Air Florida embauchait fréquemment des jeunes pilotes qui travaillaient avec des salaires moins élevés que les pilotes vétérans et qui cherchaient pour la plupart à acquérir de l'expérience de vol avant de rejoindre une grande compagnie aérienne. Ce cas est devenu une étude de cas largement utilisée à la fois par les équipages aériens et les secouristes.

## Documentaires télévisés
- Crash dans le Potomac, 12e épisode de la 3e saison de La Minute de vérité sur National Geographic Channel et sur Direct 8.
- L'accident a fait l'objet d'un épisode dans la série télé Air Crash nommé « Le fleuve glacé » (saison 13 - épisode 4).